# 数理社会学
数理社会学（すうりしゃかいがく、英語: mathematical sociology）とは、社会学理論の中核を数学で表現したものである。推論の厳密さと、自然言語での推論では到達できないような意外なインプリケーションを得られる点にメリットがある。
主に合理的選択理論や社会ネットワーク論と結びついて発達している。